# Palo Alto Research Center

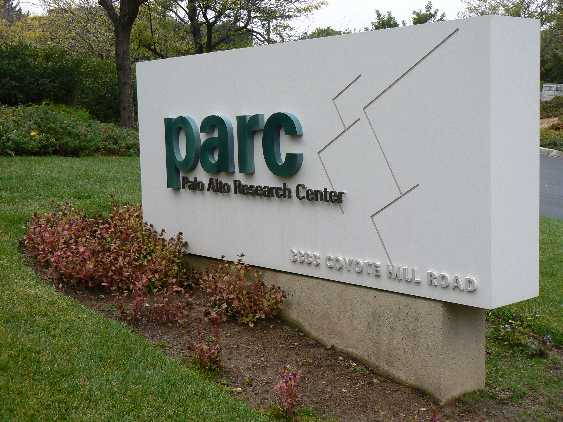
Skylt vid infarten, 2006

Palo Alto Research Center (PARC; svensk förkortning Parc), tidigare Xerox PARC, är ett amerikanskt teknologiutvecklingsföretag i Palo Alto i Kalifornien. Företaget är mest känt för att ha varit delaktigt i utvecklingen av laserskrivaren, Postscript, Ethernet, det grafiska användargränssnittet (GUI), den moderna persondatorn, skrivbords-paradigmet, datormusen, samt objektorienterad programmering.
Parc öppnades 1 juli 1970 under ledning av fysikern George Pake som en forskningsavdelning inom det New York-baserade företaget Xerox och blev år 2002 ett separat företag, som dock fortfarande är helägt av Xerox. Parc fick i mitten av 1970-talet möjlighet att anställa många forskare som tidigare arbetat med the Defense Advanced Research Projects Agency (Darpa) och National Aeronautics and Space Administration (Nasa), och lockade dessutom till sig studenter från det närbelägna Stanford University.
Bland forskarna på Parc fanns bland andra tre Turingpristagare: Butler W. Lampson (1992), Alan Kay (2003) och Charles P. Thacker (2009).
I dag samarbetar Parc med sponsorer och beställare för att upptäcka nya affärsidéer och för att överföra vetenskapliga rön till produktion. Bland forskningsområdena finns biomedicin, användargränssnitt, datornätverk, inbäddade system och artificiell intelligens.